# Фехтование на летних Олимпийских играх 1956
Соревнования по фехтованию на летних Олимпийских играх 1956 года проводились среди мужчин и женщин. Мужчины соревновались на шпагах, рапирах и саблях (в личном и командном первенстве), женщины — только на рапирах в личном первенстве.

## Общий медальный зачёт
| Место | Страна         | Золото | Серебро | Бронза | Всего |
| ----- | -------------- | ------ | ------- | ------ | ----- |
| 1     | Италия         | 3      | 2       | 2      | 7     |
| 2     | Венгрия        | 2      | 1       | 1      | 4     |
| 3     | Франция        | 1      | 1       | 2      | 4     |
| 4     | Великобритания | 1      | 0       | 0      | 1     |
| 5     | Польша         | 0      | 2       | 0      | 2     |
| 6     | Румыния        | 0      | 1       | 0      | 1     |
| 7     | СССР           | 0      | 0       | 2      | 2     |

## Медалисты

### Мужчины
| Дисциплина                  | Золото | Серебро | Бронза                                                                                            |
| --------------------------- | --- | --- | ------------------------------------------------------------------------------------------------- |
| Рапира Личное первенство    | Кристиан д’Ориола Франция | Джанкарло Бергамини Италия                                                                                        | Антонио Спаллино Италия                                                                           |
| Рапира Командное первенство | Италия · Витторио Лукарелли · Луиджи Карпанеда · Манлио Ди Роза · Джанкарло Бергамини · Антонио Спаллино · Эдоардо Манджаротти | Франция · Клод Неттер · Бернар Боду · Жак Латаст · Роже Клоссе · Кристиан д’Ориола · Рене Куако                   | Венгрия · Йожеф Дьюрица · Йожеф Мароши · Лайош Сомоди · Эндре Тилли · Михай Фюлёп · Йожеф Шакович |
| Шпага Личное первенство     | Карло Павези Италия | Джузеппе Дельфино Италия                                                                                          | Эдоардо Манджаротти Италия                                                                        |
| Шпага Командное первенство  | Италия · Джузеппе Дельфино · Франко Бертинетти · Альберто Пеллегрино · Джорджо Англезио · Карло Павези · Эдоардо Манджаротти   | Венгрия · Лайош Бальтазар · Барнабаш Берженьи · Йожеф Мароши · Амбруш Надь · Бела Реррих · Йожеф Шакович          | Франция · Арман Муйяль · Клод Нигон · Даниэль Дагалье · Ив Дрейфус · Рене Керу                    |
| Сабля Личное первенство     | Рудольф Карпати Венгрия | Ежи Павловский Польша                                                                                             | Лев Кузнецов СССР                                                                                 |
| Сабля Командное первенство  | Венгрия · Рудольф Карпати · Аттила Керестеш · Пал Ковач · Йенё Хамори                                                          | Польша · Мариан Кушевский · Ежи Павловский · Зигмунт Павлас · Анджей Пионтковский · Войцех Заблоцкий · Рышард Зуб | СССР · Яков Рыльский · Давид Тышлер · Лев Кузнецов · Евгений Череповский · Леонид Богданов        |

### Женщины
| Дисциплина               | Золото                      | Серебро                  | Бронза              |
| ------------------------ | --------------------------- | ------------------------ | ------------------- |
| Рапира Личное первенство | Джиллиан Шин Великобритания | Ольга Сабо-Орбан Румыния | Рене Гариль Франция |